# Astronautgrupp 18

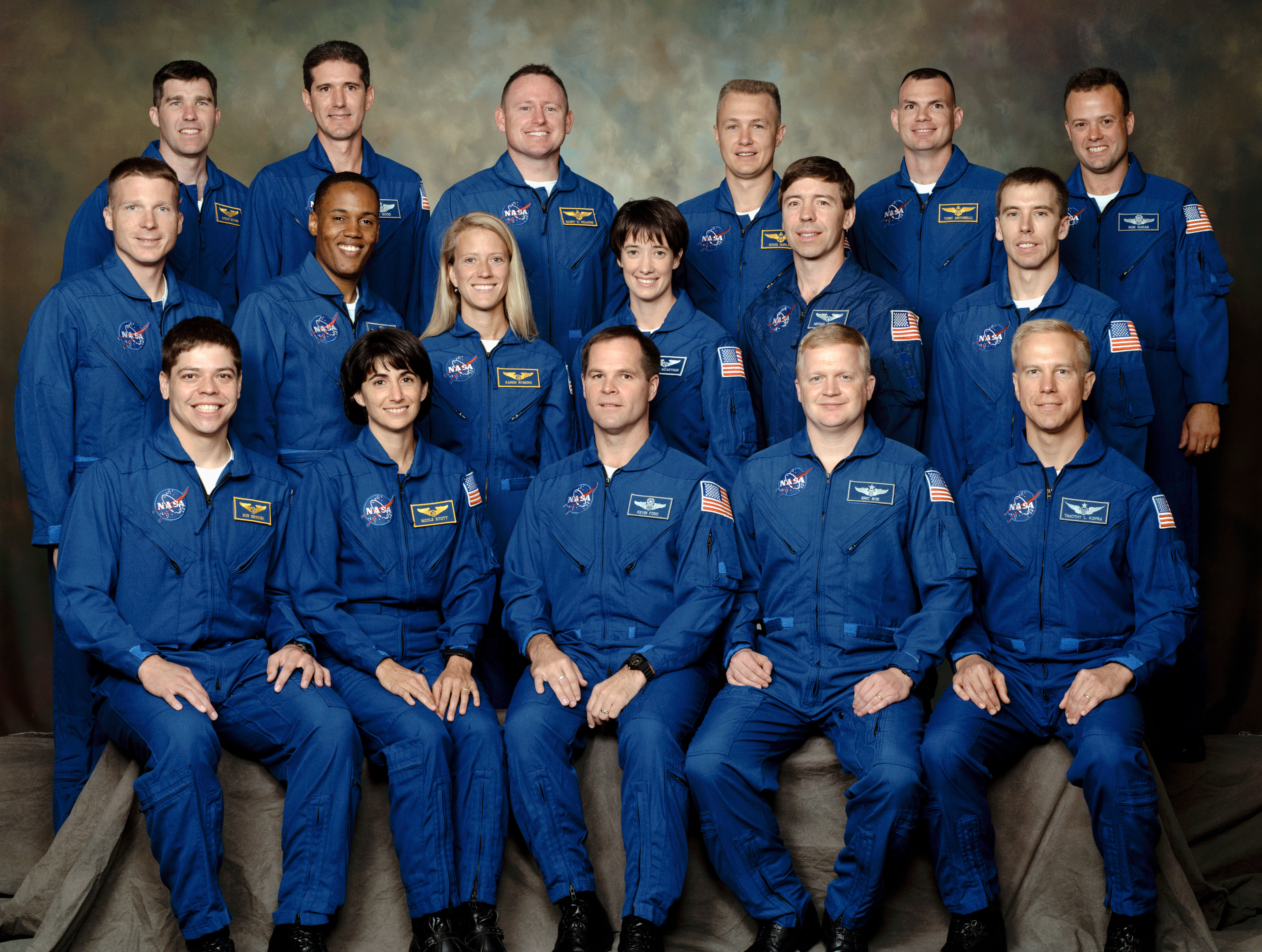
Astronautgrupp 18

Astronautgrupp 18 togs ut till rymdfararutbildning den 27 juli 2000.

## Rymdfararna
| Namn                 | Flygning                                                         | Notering |
| -------------------- | ---------------------------------------------------------------- | -------- |
| Dominic A. Antonelli | STS-119, STS-132                                                 |          |
| Michael R. Barratt   | Sojuz TMA-14, Expedition 19/20, STS-133                          |          |
| Bob Behnken          | STS-123, STS-130, SpX-DM2, Expedition 63                         |          |
| Eric A. Boe          | STS-126, STS-133                                                 |          |
| Stephen G. Bowen     | STS-126, STS-132, STS-133                                        |          |
| Alvin B. Drew        | STS-118, STS-133                                                 |          |
| Andrew J. Feustel    | STS-125, STS-134, Sojuz MS-08, Expedition 55/56                  |          |
| Kevin A. Ford        | STS-128, Sojuz TMA-06M, Expedition 33/34                         |          |
| Ronald J. Garan      | STS-124, Sojuz TMA-21, Expedition 27/28                          |          |
| Michael T. Good      | STS-125, STS-132                                                 |          |
| Doug Hurley          | STS-127, STS-135, SpX-DM2, Expedition 63                         |          |
| Timothy L. Kopra     | STS-127, Expedition 20, STS-128, Sojuz TMA-19M, Expedition 46/47 |          |
| K. Megan McArthur    | STS-125                                                          |          |
| Karen L. Nyberg      | STS-124, Sojuz TMA-09M, Expedition 36/37                         |          |
| Nicole P. Stott      | STS-128, Expedition 20/21, STS-129, STS-133                      |          |
| Barry E. Wilmore     | STS-129, Sojuz TMA-14M, Expedition 41/42                         |          |
| Terry W. Virts       | STS-130, Sojuz TMA-15M, Expedition 42/43                         |          |